# Биков (Сахалінська область)
Биков (рос. Быков) — село у Долинському міському окрузі Сахалінської області Російської Федерації.
Населення становить 3786 осіб (2013).

## Історія
З 1905 по 3 вересня 1945 року у складі губернаторства Карафуто Японії, відтак у складі Долинського міського округу Сахалінської області.

## Населення
| 1959 | 1970  | 1979  | 1989  | 2002  | 2010  | 2013  |
| ---- | ----- | ----- | ----- | ----- | ----- | ----- |
| 8649 | ↘8476 | ↘7353 | ↗7621 | ↘4964 | ↘4101 | ↘3786 |